# Campeonato Mundial Universitario de Debate en Español
El Campeonato Mundial Universitario de Debate en Español (CMUDE) nació en 2011 como la versión hispanohablante del "World Universities Debate Championship (WUDC)" que es el torneo de debate más importante del mundo. Desde su creación, el CMUDE se ha constituido en la mayor y más importante competencia de debate en habla hispana, entre estudiantes universitarios. La idea e iniciativa de crear el CMUDE partió del Profesor de la Universidad Central de Venezuela-UCV Arlán A. Narváez-Vaz, con la finalidad de promover el desarrollo del talento en argumentación existente en las universidades de habla hispana, a la par de estimular su participación en el WUDC. 
Al igual que el WUDC su sede es itinerante, así se ha llevado a cabo en países de América Latina y en España.
En el CMUDE participan cada año cientos de debatientes y jueces de habla hispana de todo el mundo, para fomentar las habilidades de oratoria, argumentación y pensamiento crítico. El formato de la competencia es el llamado "Formato Mundial de Debate" ("World Parliamentary"), basado en el llamado Formato Parlamentario Británico ("British Parliamentary", más conocido por las reglas "BP"), y se rige por las reglas del WUDC. No obstante, existe un Manual de Personas Juezas y Debatientes de CMUDE, periódicamente actualizado por los Equipos de Adjudicación, que adapta la normativa a la idiosincrasia del circuito hispanohablante.
Junto con la competencia principal se desarrollan otras actividades también competitivas, que se han consolidado desde la edición de CMUDE México 2014. Así se celebra también la "Copa de Naciones", actualmente conocida como "Copa Masters" un torneo breve con vistas a la exhibición de la experiencia en los que los jueces de cada país se agrupan para representarle y compiten entre sí, con el mismo formato y estructura que el propio CMUDE. Dicha Copa de Jueces ha evolucionado hasta la categoría de Másteres, con un formato propio en el que la creatividad argumental es un aspecto diferencial También tiene lugar el torneo de Español como Lengua Extranjera, en el que los equipos que no tienen el español como lengua materna se enfrentan para debatir también con las mismas reglas del campeonato. Por último, a lo largo de todo el campeonato sus participantes se pueden inscribir en la competencia de Discursos, consistente en preparar discursos públicos sobre un tema donde tiene mucha relevancia la forma del discurso y otros aspectos de la oratoria y la retórica tradicionales, no tanto la lógica como en debate BP.
La edición 2024 se celebró en Medellín, Colombia en la Universidad Pontificia Bolivariana. La edición 2023 fue celebrada en Ciudad de Panamá, en la Universidad Tecnológica de Panamá. La edición 2022 se celebró en Madrid, en la Universidad Rey Juan Carlos. Las ediciones de 2020 y 2021 de CMUDE se han celebrado de forma virtual debido a la pandemia de Covid-19, lo cual dificultó enormemente los viajes internacionales. En julio de 2021 la anfitriona fue la Escuela Superior Politécnica del Litoral de Ecuador. La edición de 2020, aplazada a enero de 2021 a causa de la situación sanitaria, fue la Universidad Complutense de Madrid la encargada de cogerlo de manera virtual. Su versión anterior (2019) fue realizada en Perú por la Universidad ESAN, en Lima. Anteriormente fue llevado cabo por la Sociedad de Debate de la Pontificia Universidad Católica de Valparaíso, en la ciudad de Valparaíso en Chile (2018), antes por la Universidad Francisco Marroquín en Ciudad de Guatemala, Guatemala, la Universidad de Córdoba, España (2016), la Universidad del Rosario, Colombia (2015), el Instituto Tecnológico de Estudios Superiores de Monterrey (Campus Estado de México) en el Estado y la Ciudad de México (2014), en la Universidad Complutense de Madrid en la Ciudad de Madrid, España (2013), en la Universidad Andrés Bello, Chile (2012) y tuvo su primera edición en el año 2011 en la Universidad Central de Venezuela.

## Formato
El CMUDE se lleva a cabo en el formato y con las mismas Reglas Oficiales del World Universities Debating Championship, conocido como formato Parlamentario Mundial o como  Parlamentario Británico, puesto que el debate se realizará enfrentando posiciones a favor y en contra de una Moción que se propone a consideración de los miembros de un parlamento bicameral (Cámara Alta y Cámara Baja).
El Debate enfrentará a 4 equipos, 2 en Cámara Alta y 2 en Cámara Baja, de dos oradores cada uno. Dos equipos, uno en cada Cámara, deberán tratar de  justificar la aprobación de la moción (equipos de Gobierno), mientras que los otros 2, uno por Cámara tratarán de justificar que no debe aprobarse (equipos de Oposición). Es importante entender que cada equipo es independiente del otro y todos compiten entre sí, aunque los equipos de Cámara Baja deben ceñirse a la posición general sentada por su equivalente en Cámara Alta.
El tiempo de preparación para el Debate es de 15 minutos a partir del anuncio público acerca de los roles de cada equipo y de la Moción a Debatir; el uso de aparatos electrónicos está prohibido.
El Debate se desarrollará básicamente en discursos de 7 minutos por cada orador con 15 segundos de gracia adicionales, comenzando por el lado del Gobierno y alternando en orden discursos de cada lado. El orden de los discursos esː 
1. Primer ministro (PM) (Cámara Alta de Gobierno)
2. Líder de la oposición (LO) (Cámara Alta de Oposición)
3. Vice primer ministro (VPM) (Cámara Alta de Gobierno)
4. Vicelíder de la oposición (VLO) (Cámara Alta de Oposición)
5. Extensionista o Miembro de Gobierno (ExG) (Cámara Baja de Gobierno)
6. Extensionista o Miembro de Oposición (ExO) (Cámara Baja de Oposición)
7. Látigo de Gobierno (LaG) (Cámara Baja de Gobierno)
8. Látigo de Oposición (LaO) (Cámara Baja de Oposición)

Adicionalmente, desde el minuto 1 y hasta el minuto 6, miembros de la otra bancada podrán hacer puntos de información a la persona que esté hablando. Estos no son obligatorios, mas si son recomendables.

## Ediciones Pasadas y sus Resultados

### Mejores equipos de cada edición (Fase final)
| Año  | Sede                                                                                     | Campeones | Subcampeones | Semifinalistas | Cuartos de final | Octavos de final |
| ---- | ---------------------------------------------------------------------------------------- | --- | --- | --- | --- | --- |
| 2025 | República Dominicana Universidad del Caribe (Santo Domingo)                              | Perú Pontificia Universidad Católica del Perú (FM) Mauricio Jarufe y Fernanda Crousillat · [Cámara Baja de Gobierno]                    | España Universidad Autónoma de Barcelona (GG) Andreu Garcia y Luis Felipe Garcia España Universidad Politécnica de Valencia (GG) Pau Garcia y Manuel Gámez Colombia Universidad del Rosario (TL) Juan Esteban Triviño y Daniela Leyton                                                                    | España EUNEIZ (GV) Isabella Vásquez y Amadeo Gavilano México Tec CEM (VV) Aranza Valadez y Esteban Valle México Tec CEM (VL) Manolo Vazquez y Mauricio San Román México Universidad Nacional Autónoma de México (YP) Mariana Yáñez y Brandom Pascual | Perú Pontificia Universidad Católica del Perú (PC) Fernanda Paz Chávez y Elizabeth Contreras Peña Bélgica / Francia KU Leuven / Université Paris 1 Panthéon-Sorbonne (LB) Pablo Lamiquiz Agius y Matias Blanco México Tec CEM (GM) Santiago Gutiérrez Caycedo y Sebastian Montes Rodríguez · Perú Universidad Peruana Cayetano Heredia / Instituto Tecnológico Superior (BZ) Jorge Jean Pierre Bullon Sirumball y Felipe Arturo Zenteno Pacheco Colombia Universidad Nacional de Colombia Sede Medellín (ZC) Manu Zapata y David Cardona Duque Perú Pontificia Universidad Católica del Perú (PC) Roberto Urquieta Yamaguchi y Nicolás Cornejo Ángeles España / Italia Universidad Bocconi / IE Universidad (PR) Diego Rubio y Giza Pavone España Universidad de Málaga / Universidad Complutense de Madrid (BZ) Diego García González y José Luis Muñoz-Reja Rodríguez | TBA |
| 2024 | Colombia Universidad Pontificia Bolivariana                                              | Chile / Reino Unido IDS / Pontificia Universidad Católica de Valparaíso (GS) Marcela Gómez y Mattias Durán · [Cámara Baja de Oposición] | Perú Pontificia Universidad Católica del Perú (EN) Diego Nuñez y Sebastian Ezeta Colombia Universidad del Rosario (ZR) Jessica Zapata y Andres Revelo Ecuador / Perú Universidad San Francisco de Quito / EID (SG) Angelo Saavedra y Carlo Giron                                                          | Perú Pontificia Universidad Católica del Perú (CG) Fernanda Crousillat y Jorge Godos España Universidad de Almería / Universidad CEU San Pablo (GC) Jesús Gómez "Capi" y Grego Colao Colombia Universidad de los Andes (OM) Santiago Ortiz e Isabella Mojica · España Colegio Mayor Universitario Elías Ahuja (MH) Carlos Montero y Mario de la Hoz                              | España Universidad Francisco de Vitoria (MF) Álvaro Mora y Álvaro Flores · Chile Universidad de Chile (AV) Florencia Atria y Noam Vilches Perú Universidad Peruana de Ciencias Aplicadas (CP) Janine Castagnola y Sergio Pérez España Universidad Complutense de Madrid (PR) Pablo Ponce y Fernanda Roig Venezuela Universidad Católica Andrés Bello (AN) Luis Fernando Narváez y Ellis Alberti España Universidad Politécnica de Valencia (GG) Manuel Gámez y Pau García Colombia Universidad del Rosario (CS) Laura Cabrera y Laura Sua España BSE / Leuven (FL) Luis Felipe García y Pablo Lamiquiz | Perú / España Universidad César Vallejo / IFP (MM) Angel Moreno Huaccha y Pablo Martinez México TEC CEM (EM) Mariana Elechiguerra y Javier Márquez España Universidad Pompeu Fabra / Universidad Politécnica de Cataluña (BG) Ángela Buquet y Bruno Gómez Venezuela Universidad Central de Venezuela (PA) Nelson Pernia y Ana Victoria Ascanio República Dominicana Pontificia Universidad Católica Madre y Maestra (RL) Francisco Javier Ricardo Morrobel y Belén Lobo España Universidad Autónoma de Barcelona (GL) Andreu Garcia y Horacio Lamela Colombia Universidad Nacional de Colombia Sede Medellín (ZC) Manu Zapata y David Cardona Duque México UdeG (DV) Josué Torres y Luisa Velázquez Venezuela Universidad Central de Venezuela (PR) John Parada y Camila Rivas Colombia̟ Universidad Nacional de Colombia (MM) Cristhian Mora y Gabriel Muriel México ITAM / Colegio de México (CK) Zaid Cano y Daniel Kelly Venezuela̟ Universidad Católica Andrés Bello (CV) David Varillas y Camila Carballo Colombia Universidad del Rosario (TL) Juan Esteban Triviño y Daniela Leyton Panamá Universidad Tecnológica de Panamá (CD) Ana Nari Carrillo Y Emmanuel Domínguez México TEC CEM (MV) Lino Mialma y Manolo Vázquez Perú Universidad Peruana Cayetano Heredia (VM) Nataly Vásquez y Felipe Huerta |
| 2023 | Panamá Universidad Tecnológica de Panamá                                                 | España Universidad Internacional de Catalunya (VG) Amadeo Gavilano e Isabella Vásquez · [Cámara Baja de Gobierno]                       | PerúPontificia Universidad Católica del Perú (JP) Mauricio Jarufe Caballero y Arianna Pantoja Romero España Universidad Complutense de Madrid / Sociedad de Debates Complutense (TV) Pedro Tomás y Raúl Viñas Colombia Universidad del Rosario (RT) Andrés Revelo y Juan Esteban Triviño                  | PerúPontificia Universidad Católica del Perú (LQ) Joaquín Linares y Andrea Quispe México Tec CEM (CM) Natalia García y Benjamín Vigueras Colombia Universidad Nacional de Colombia Sede Medellín (CZ) David Cardona Duque y Manu Zapata Jiménez · Colombia Universidad de los Andes (OG) Santiago Ortiz y Carlo Girón                                                            | MéxicoInstituto Tecnológico y de Estudios Superiores de Occidente (CO) Valeria Corona y Tlali Olivarez · Ecuador Universidad San Francisco de Quito (JM) Arturo Javier Ñamu y Angelo Saavedra España Universidad Autónoma de Madrid (GO) Juanjo García y Cristina Oñate Perú Pontificia Universidad Católica del Perú (NV) Luis Eduardo Valverde Ramos y Diego Núñez del Prado Velarde España Colegio Mayor Elías Ahúja Mario de la Hoz y Carlos Montero Venezuela Universidad Central de Venezuela (AP) Nelson Pernia y Ana Ascanio México Tec CEM (GV) Lino González y Manolo Vázquez España Universidad de Barcelona (RG) Luis Felipe García y Mark Ripol | VenezuelaUniversidad Católica Andrés Bello (MN) Diego Maciel y Luis Fernando Narváez España Universidad de Murcia (PN) Carmen Puente e Ignacio Fenollar Panamá Universidad Santa María la Antigua (RP) Diego Rubio y Oscar Prado Perú Universidad Nacional Mayor de San Marcos (MV) Christian Mundaca y Rose Vento Venezuela Universidad Católica Andrés Bello (AT) Ellis Alberti y Beatriz Tirado España Universidad Francisco de Vitoria (ML) Álvaro Mora y Horacio Lamela Perú Pontificia Universidad Católica del Perú (LB) Tony Barturen y Fabriccio Luna Perú Pontificia Universidad Católica del Perú (VT) Alvaro Torres y Martín Villanueva Perú Universidad Peruana de Ciencias Aplicadas (PT) Lexie Tello y Sergio Pérez España Universidad Complutense de Madrid / Sociedad de Debates Comunicate (ML) José Luis Muñoz y Julio Lozano España̟ CEU San Pablo (BC) Maider Bernabé y Ceres Calatayud México Tec CEM (SR) Mariana Sandoval y Samantha Rivadeneira España̟ CEU San Pablo (AG) Rocío Alberola y Marta Guerra Venezuela Universidad Metropolitana de Caracas (RG) Tomás Romero y Marielena Ginez Colombia Universidad Nacional de Colombia (BM) Sebastián Becerra y Cristhian Mora España Universidad Francisco de Vitoria (FB) Álvaro Flores y Alejandro Baena |
| 2022 | España Universidad Rey Juan Carlos                                                       | México Tec CEM (CM) Natalia García y Benjamín Vigueras · [Cámara Baja de Gobierno]                                                      | España Universidad Autónoma de Barcelona (GV) Amadeo Gavilano e Isabella Vásquez · Perú Pontificia Universidad Católica del Perú (MV) Daniela Fernanda Martuccelli y Martín Esteban Villanueva España Universidad Complutense de Madrid / Sociedad de Debates Complutense (SR) Sonia Khalifa y Raúl Viñas | España Universidad Complutense de Madrid (RH) Abel Recio y Eduardo H. del Caz Perú Pontificia Universidad Católica del Perú (EL) Joaquín Linares y Sebastián Ezeta Colombia Universidad Nacional de Colombia (MM) Christian Mora y Gabriel Ángel Muriel Perú Pontificia Universidad Católica del Perú (NV) Luis Eduardo Valverde Ramos y Diego Núñez del Prado Velarde           | Colombia Universidad del Rosario (ZR) Andrés Reveló y Jessica Zapata México Asteria/Universidad de Guadalajara (VA) Britney Alcántara y Luisa Eleanor Velázquez Panamá Universidad Santa María la Antigua (LR) Simón Luo y Diego Rubio España Universidad de Barcelona (GM) Luis Felipe García y Genís Miquel España Universidad Autónoma de Madrid (GO) Juanjo García y Cristina Oñate Colombia Universidad Nacional de Colombia Sede Medellín (CZ) David Cardona Duque y Manu Zapata Jiménez España Universidad Autònoma de Barcelona (AH) Dominik Andraš y Pau Hernández · Perú Pontificia Universidad Católica del Perú (DG) Matias Durán y Jorge Godos | Ecuador Universidad San Francisco de Quito (JM) Arturo Javier Ñamu y Martin Alfonso Luna Venezuela Universidad Católica Andrés Bello (CV) Camila de los Ángeles Carballo y David Alberto Varillas Colombia Universidad Del Rosario (PL) Carolina Piratoba y Daniela Leyton España Universidad Complutense de Madrid / Comunícate: Club de Debate de la Universidad Complutense de Madrid (RM) Sergio Mateos Martín y Rafael Ruiz de Eguílaz Fernández de Valderrama México Instituto Tecnológico y de Estudios Superiores de Occidente (MH) Andrea Martínez y Irais Aránzazu Hernández España Universidad Francisco de Vitoria (AM) Javier Abellán y Carlota Monedero Perú Universidad Peruana de Ciencias Aplicadas (JS) Jayro Luis Fernández y Sergio Rodrigo Pérez España Universidad de Extremadura/Universidad Nacional de Estudios a Distancia (MS) José Luis Muñoz y María Svensson España Universidad Complutense de Madrid / Sociedad de Debates Complutense (TJ) Pedro Tomás y Teófilo Jiménez Colombia Universidad del Rosario (QT) Juan David Quijano y Juan Esteban Triviño Venezuela Universidad Central de Venezuela (NA) Nelson Pernia y Ana Ascanio España Universidad Autónoma de Barcelona (PT) Andrés Touriz y Judit Postigo España Universidad Autónoma de Madrid (GG) Ignacio García y Jaime García España Universidad de Salamanca (LR) Javier Lara e Iván Rico España Universidad CEU San Pablo (GA) Rocío Alberola y Marta Guerra México Bates / Instituto Tecnológico y de Estudios Superiores de Occidente (MO) Tlali Sofía Olivárez y Manuel Machorro |
| 2021 | Ecuador Escuela Superior Politécnica del Litoral (Torneo realizado de manera telemática) | Perú Pontificia Universidad Católica del Perú (JV) Mauricio Jarufe y José Vergara · [Cámara Alta de Oposición]                          | España Club de Debate de Asturias de la Universidad de Oviedo (MR) Alba Morán e Iván Rico · Perú Pontificia Universidad Católica del Perú (NQ) Andrea Quispe y Diego Nuñez del Prado Velarde · Perú Universidad Nacional Mayor de San Marcos (RC) Christian Mundaca y Rose Vento                          | Ecuador Universidad de las Fuerzas Armadas de Ecuador (ZP) Paulette Parra y Pablo Zúñiga · Colombia Universidad Externado de Colombia (MO) David Morales y Santiago Ortiz · España Universidad Nacional de Educación a Distancia (SM) Belén Montes y Gorka Samaniego · Colombia Universidad del Rosario (A) Rafael Cabrera y Martín Bravo ·                                      | Colombia Universidad del Rosario (F) Carolina Barrios y Daniela Leyton · Perú Universidad de Lima (JN) Stephanía Hidalgo y José Alarcón · Perú Pontificia Universidad Católica del Perú (EL) Sebastián Ezeta y Joaquín Linares · Colombia Universidad del Rosario (C) Lina Cuadros y Juan Angulo · México Tec CEM (GV) Natalia García y Benjamín Vigueras · Venezuela Universidad Central de Venezuela (NA) Ana Victoria Ascanio y Nelson Pernía · México Tec CEM (RP) Samantha Rivadeneira y Jubal Páez · España Universidad Francisco de Vitoria (JC) Carlota Monedero y Javier Abellán | Panamá Universidad Católica Santa María La Antigua (LR) Diego Rubio y Simón Luo México Instituto Tecnológico y de Estudios Superiores de Occidente (MH) Irais Hernández y Andrea Martínez Ecuador Universidad San Francisco de Quito (DS) Angelo Saavedra y Adrián Duque Perú Universidad de Lima Luis Villa Marquina y Alessandro Girón México Instituto Tecnológico y de Estudios Superiores de Occidente (CO) Tlali Sofía Olivárez y Valeria Corona Ramírez Colombia Universidad del Rosario (B) Andrés Felipe Revelo Cuéllar y Sebastián Muñoz López España Universidad Autónoma de Barcelona (BG) Amadeo Gavilano y Judith Bonet Rubio Venezuela Universidad Metropolitana (AZ) Roberto Alferrano y Miguel Zambrano Colombia Universidad del Rosario (D) Bibiana Ramírez y Jessica Zapata Colombia Universidad Nacional de Colombia (RR) Julián Ríos, Esteban Ríos México ÁGORA Debate (GR) Gemma Guerrero y Aarón Ramírez Bolaños España Universidad Autónoma de Barcelona (AH) Pau Hernández del Águila y Dominik Andráš Colombia Universidad Nacional de Colombia Sede Medellín (CZ) David Cardona Duque y Manu Zapata Jiménez Colombia Universidad Nacional de Colombia (MM) Gabriel Muriel y Cristhian David Mora Uribe Venezuela Universidad Metropolitana (MV) Carlos Vanderdys y Andreína Mendoza México TEC CEM (GS) Mariana Sandoval Pérez de Tejada y Lino Kaled González Mialma |
| 2020 | España Universidad Complutense de Madrid (Torneo realizado de manera telemática)         | Perú Pontificia Universidad Católica del Perú (JV) Mauricio Jarufe y José Vergara · [Cámara Baja de Oposición]                          | México; Reino Unido Institute of Development Studies - Universidad Iberoamericana Ciudad de México Marcela Gómez y Tito Ortiz · México TEC CEM (SV) Benjamín Vigueras y Rubén Sánchez · Chile Pontificia Universidad Católica de Valparaíso (DC) Fernando Contreras y Matti Durán                         | Perú Pontificia Universidad Católica del Perú (MN) Diego Núñez del Prado y Marcelo Manchego · México TEC CEM (LS) Lino González y Mariana Sandoval · Perú Pontificia Universidad Católica del Perú (GV) Andrés Veramendi y Jorge Godos · España Universidad Nacional de Educación a Distancia (SM) Belén Montes y Gorka Samaniego                                                | Perú Pontificia Universidad Católica del Perú (CR) Carlos Córdova Guija y Milagros Rodríguez · Ecuador Universidad San Francisco de Quito (LV) Isabella Vásquez y Martín Luna · Perú Universidad Nacional Federico Villarreal (JQ) Ademir Jordán y Ayrton Quispe · Colombia Universidad Externado de Colombia (MM) David Morales y María Mendoza · Colombia Universidad del Rosario (CA) Juan Angulo y Lina Cuadros · España Club de Debate de Asturias de la Universidad de Oviedo (MR) Alba Morán e Iván Rico · Perú Pontificia Universidad Católica del Perú (LM) Daniela Martuccelli y Joaquín Linares · Colombia Universidad Nacional de Colombia (MB) Borginny Dussan y Gabriel Muriel | Ecuador Universidad de las Fuerzas Armadas de Ecuador (ZP) Paulette Parra y Pablo Zúñiga Perú Universidad Nacional Mayor de San Marcos (MV) Christian Mundaca y Rose Vento España Universidad Autónoma de Barcelona (GV) Amadeo Gavilano y Luis Enrique Vedia Colombia Universidad del Rosario (RZ) Bibiana Ramírez y Jessica Zapata Perú Universidad de Piura (AB) Catalina Beatriz Beytía y María Fernanda Ayala Venezuela Universidad Metropolitana (GM) Andreina Mendoza y Oriana González México Instituto Tecnológico y de Estudios Superiores de Occidente (MH) Andrea Martínez e Iraís Aránzazu Hernández Perú Universidad Nacional Mayor de San Marcos (GE) Anders Ramos y Rosa Estrella Colombia Universidad del Rosario (LR) Andrés Revelo y Daniela Leyton Perú Universidad Peruana de Ciencias Aplicadas (CM) Alexis Francois Macedo y Andrea Fernanda Calderón México TEC CEM (RP) Jubal Esteban Páez y Samantha Rivadeneira Perú Universidad Peruana de Ciencias Aplicadas (PF) Barccia Ximena Falckenheiner y Sergio Rodrigo Pérez Perú Universidad del Pacífico (MV) Massimo Rodríguez y Valerie Dube Perú Universidad de Piura (BK) Ignacio Barberi y Luis Simón Kusianovich Ecuador Universidad San Francisco de Quito (DS) Angelo Saavedra y Adrián Duque Venezuela Universidad Central de Venezuela (DV) Catherine Vielma y César Díaz |
| 2019 | Perú Universidad ESAN                                                                    | Colombia Universidad del Rosario (HP) Juanita Hincapié y Jorge Portocarrero · [Cámara Baja de Gobierno]                                 | España Universidad Rey Juan Carlos (BH) Alejandro Bellanco y Desiré Herrera España Universidad Autónoma de Madrid (MS) Enrique Marchán y Carmen Sánchez Colombia Universidad del Rosario (CD) Hernando Castro y Ana María Díaz                                                                            | Perú, Hong Kong Universidad de Hong Kong (CC) Lucía Cortijo y José Pimentel Santivañez España Universidad de Barcelona/ Universidad Autónoma de Barcelona (RS) Gorka Samaniego y Aleix Ramia Estados Unidos Cornell University (AL) David Alatorre y Brittany García México Universidad Iberoamericana Ciudad de México (GO) Marcela Gómez y Tito Ortiz                          | España Universidad CEU San Pablo Elena García-Mayoral y Marta Villa Fernández España Universidad Pontificia de Comillas Elena Gillis y Belén Montes Chile Pontificia Universidad Católica de Chile Fabián Yaksic Muñoz y Eiden Viera Perú Pontificia Universidad Católica del Perú María Fernanda Gómez y Jorge Godos España Universidad Autónoma de Madrid Isabel Martínez y Verónica Salinas España Universidad Complutense de Madrid Iván Bejarano Díaz y Manuel T. Fukuda León España Universidad Francisco de Vitoria Álvaro Reyes y Laura Cardenal Panamá Universidad Católica Santa María La Antigua Manuel Calvo y Rogelio Paredes | Colombia Universidad del Rosario (AO) Juan Roberto Angulo y María Fernanda Orozco España Universidad CEU San Pablo (SZ) Álvaro Sáez y Carlos Zaera Estados Unidos Cornell University (GS) Aurelio Salas y Leo Grageda Colombia Universidad del Rosario (LO) Daniel Alejandro Orobio y Laura Alejandra López México Instituto Tecnológico Autónomo de México (RS) Andrea Rincón y Regina Saavedra España Universidad Politécnica de Valencia (AM) Anna Asensi y Raúl Diego Colombia Universidad de los Andes (SV) Érika Silva y Santiago Vanegas México Universidad de Guadalajara (AB) Daniel Aguilar e Itzcoatl Ilhuicatl Bravo España Universidad Politécnica de Madrid (DV) Carlota Delso y Paula Villaseñor Colombia Universidad del Rosario (MQ) Juan David Quijano y Sara Paula Mosquera México TEC CEM (IM) Mariana Morales y Salma Evelia Infante España Universidad Pontificia de Comillas (BF) Juan Fernández y Zarza y Luis Ignacio Belzuz Venezuela Universidad Metropolitana (AP) Enrique Emilio Arriaga y Julio César Pérez Perú Universidad Nacional Mayor de San Marcos (BC) Isabel Noemi Caballero y Jorge Jean Pierre Bullon España Colegio Mayor Elías Ahúja (PS) Ignacio Prieto y Javier Sánchez Perú Pontificia Universidad Católica del Perú (ET) José Arturo Tipismana y Omar César Espinoza |
| 2018 | Chile Pontificia Universidad Católica de Valparaíso                                      | España Fundación Cánovas Cánovas A (Málaga) María García y Carmen Vallecillo · [Cámara Alta de Gobierno]                                | España Universidad Autónoma de Madrid (B) Pablo Molins y Carlos Pérez Colombia Universidad del Rosario (C) Juanita Hincapié y Jorge Portocarrero España Universidad Pontificia de Comillas ICAI-ICADE (B) Javier Alberite y Luis Ignacio Belzuz ·                                                         | España Universidad Autónoma de Madrid (A) Juncal León y Enrique Marchán España Universidad Pontificia de Comillas ICAI-ICADE (D) César Yéboles y Álvaro Salazar México Universidad de Guadalajara Virtual (A) Tonatiuh Xiuhcoatl Bravo Rosas y José Francisco Salazar Peña México Universidad de Guadalajara CUCEA (A) Julio César Aguilar Balderas y Alberto Gutiérrez González | España Universidad Carlos III Diego Rubio y Marta Hernani España CMU Loyola Javier Sánchez y Carmen Sánchez España ISIPA Ángela Portocarrero y Guillermo Serrano México Universidad de Guadalajara CUCSH (A) Itzcoatl Ilhuicatl Bravo Rosas y Daniel Cuauhtli Aguilar Yáñez Panamá Universidad Católica Santa María La Antigua Manuel Calvo y Rogelio Paredes Perú Pontificia Universidad Católica del Perú PUCP A Judith Condori Sucari y Alexis Hernando | |
| 2017 | Guatemala Universidad Francisco Marroquín Ciudad de Guatemala                            | España Universidad Pontificia Comillas ICAI-ICADE (A) Antonio Fabregat & Javier De La Puerta · [Cámara Alta de Gobierno]                | España Universidad de Córdoba Álvaro Ortega y Gonzalo Herreros España Universidad Pontificia Comillas ICAI-ICADE (B) Javier Alberite y Didier Martín Díaz Colombia Universidad del Rosario Ángela Parra Rojas y Paula Ovalle                                                                              | España Universidad Católica San Antonio de Murcia (UCAM) Marta García y Verónica Salinas España UMA - CÁNOVAS Beatriz Valcarce Gross y Antonio de la Cruz España Colombia Universidad del Rosario Estefany Güechá y Juan Roberto Angulo Estados Unidos Cornell University Leo Grageda y Brittany García                                                                          | México Instituto Tecnológico de Estudios Superiores de Monterrey Jubal Páez y Rubén Sánchez Perú Pontificia Universidad Católica de Perú Karl Palomino y Christian Montero Perú Pontificia Universidad Católica de Perú José Pimentel y José Carlos Taboada Colombia Universidad de los Andes Federico Martínez y Jeffrey Molina España SICODI Marta Álvarez y Guillermo Díaz Perú Universidad Nacional Mayor de San Marcos Hristo Tamayo y Bianca Centeno Colombia Pontificia Universidad Javeriana Juan Diego Manrique y Camila Bermúdez España Universidad Francisco de Vitoria Laura Cardenal y Lucía Quiroga | |
| 2016 | España Universidad de Córdoba Córdoba                                                    | España Asociación Gallega de Debate Aída González Vázquez & Atenea Luana Martínez · [Cámara Alta de Gobierno]                           | España Universidad Autónoma de Madrid Juncal León y Guillermo Serrano México Universidad de Guadalajara Ricardo Acosta y Julio César Aguilar Perú Pontificia Universidad Católica de Perú Diego Mera Y Fernando Tincopa                                                                                   | España Escuela de Finanzas Colombia Universidad del Rosario España Universidad Pontificia Comillas México Instituto Tecnológico de Estudios Superiores de Monterrey | España Universidad Pontificia Comillas Chile Universidad Andrés Bello Noam Vilches y David Hansen Colombia Universidad del Rosario México ITAM España Centro de Estudios Políticos y Constitucionales Perú Pontificia Universidad Católica de Perú España Universidad Francisco de Vitoria España UGR Asociación Debate Babel Julio Roldán Javier Aznarte España Universidad de Córdoba | |
| 2015 | Colombia Universidad del Rosario Bogotá                                                  | Colombia Universidad del Rosario Santiago Vásquez Rodríguez & Daniel Cardona Caicedo · [Cámara Baja de Gobierno]                        | México Tec de Monterrey Campus Estado de México Mariana Morales & Valeria Conde España Universidad Autónoma de Madrid Irene Miguelsanz Villanueva & Mariella de la Cruz Taboada España Universidad de Murcia Pilar Rodríguez Losantos & Sergio Melero                                                     | México Instituto Tecnológico Autónomo de México Colombia Universidad Nacional de Bogotá Perú Pontificia Universidad Católica de Perú España Universidad de Comillas | Perú Pontificia Universidad Católica de Perú Colombia Universidad de Medellín (x2) España Universidad de Córdoba México Universidad de Guadalajara CUCSCH Colombia Universidad del Rosario Colombia Universidad Nacional de Bogotá Colombia Universidad de Tolima | |
| 2014 | México Instituto Tecnológico de Estudios Superiores de Monterrey Atizapán de Zaragoza    | Colombia Universidad del Rosario Arturo Vallejo Abdala & Daniel Cardona Caicedo · [Cámara Alta de Gobierno]                             | España Universidad de Córdoba Gonzalo Herreros Moya & Jorge Lucena Pérez España Universidad Autónoma de Madrid Irene Miguelsanz Villanueva & Javier Moreta Llovet España Universidad Pontificia Comillas Antonio Fabregat & Alberto de Unzurrunzaga Rubio                                                 | Colombia Universidad del Rosario España Universidad de Murcia Colombia Universidad de Tolima España Universidad de Córdoba - Club de Debate CDU | Perú Pontificia Universidad Católica de Perú Chile Universidad de Chile Colombia Universidad Nacional de Colombia- sede Medellín Colombia Universidad Nacional de Bogotá (x2) Chile Universidad Andrés Bello Colombia Universidad del Rosario México Universidad de Guadalajara | |
| 2013 | España Universidad Complutense de Madrid Madrid                                          | Chile Universidad Andrés Bello Ricardo Gómez & Nicole Hansen · [Cámara Alta de Oposición]                                               | España Universidad Francisco de Vitoria David Ferrete Camarzana & Jorge Whyte García Venezuela Universidad Central de Venezuela María Gabriela Vincent Allende & Andrés Ávila España Universidad de Extremadura Carlos Seseña & Gonzalo Alonso Pinto                                                      | México Tec de Monterrey Campus Estado de México Colombia Universidad del Rosario (x2) Venezuela Universidad Central de Venezuela | Venezuela Universidad Central de Venezuela (x2) Chile Universidad de Chile Colombia Universidad de Colombia Colombia Universidad del Rosario España Universidad de Santiago de Compostela Simón Caaveiro Fraga & F. Adrián Fernández Tojo Chile Fuerza Aérea de Chile Natalia Sanhueza Medina & Danissa Guzmán Santis Chile Universidad Santo Tomás Viña del Mar | |
| 2012 | Chile Universidad Andrés Bello Santiago                                                  | Chile Universidad de Chile Santiago Daniel Iribarren Abarca & Nicolás Palma · [Cámara Baja de Gobierno]                                 | Chile Pontificia Universidad Católica de Valparaíso César Miranda Reyes & José Meza México Tec de Monterrey Campus Estado de México David Alatorre López & Rodolfo Flores Méndez México Tec de Monterrey Campus Estado de México José Alberto Ramírez & Valeria García                                    | Chile Universidad Andrés Bello (x2) Colombia Universidad del Rosario (x2) | Perú Pontificia Universidad Católica de Perú Chile Universidad Técnica Federico Santa María Chile Universidad Nacional Andrés Bello Venezuela Universidad Central de Venezuela Chile Universidad de los Andes (x2) Chile Pontificia Universidad Católica de Chile Chile Universidad del Desarrollo | |
| 2011 | Venezuela Universidad Central de Venezuela Caracas                                       | Venezuela Universidad Simón Bolívar Jesús Gorrín & Alain Herrera · [Cámara Baja de Gobierno]                                            | Chile Universidad Andrés Bello Nicole Hansen & Marcelo Rivera Venezuela Universidad Central de Venezuela Howard Ávarez & Rafael Bullones Colombia Universidad del Rosario Ingrid Rodríguez & Luisa Salazar                                                                                                | Chile Universidad San Sebastián Chile Universidad de Chile Colombia Universidad del Rosario Venezuela Universidad Central de Venezuela | Colombia Universidad Nacional de Colombia Venezuela Universidad Central de Venezuela (x4) México Instituto Tecnológico y de Estudios Superiores de Monterrey Colombia Universidad del Rosario España Universidad Complutense de Madrid | |

### Mejores Oradores
| Año       | Sede                                                                                  | Mejor Orador                                                             | Segundo lugar | Tercer lugar                                                                                                 | Cuarto y quinto lugar | Sexto al décimo lugar |
| --------- | ------------------------------------------------------------------------------------- | ------------------------------------------------------------------------ | --- | --- | --- | --- |
| 2025      | República Dominicana Universidad del Caribe (Santo Domingo)                           | Perú Fernanda Crousillat                                                 | Perú Mauricio Jarufe | España Andreu Garcia                                                                                         | TBA | TBA |
| 2024      | Colombia Universidad Pontificia Bolivariana                                           | Colombia Universidad del Rosario Jessica Zapata                          | Reino Unido IDS Marcela Gómez Valdés                                                                                       | Chile Pontificia Universidad Católica de Valparaíso Mattias Durán Santis                                     | Perú Pontificia Universidad Católica del Perú Fernanda Crousillat Rayter Colombia Universidad del Rosario Andrés Revelo                                                                               | Perú Pontificia Universidad Católica del Perú Jorge Godos España UAL / CEU Grego Colao Fonseca Venezuela Universidad Central de Venezuela Ana Victoria Ascanio Abreu España UAL / CEU Jesús Gómez "Capi" Colombia Universidad Nacional de Colombia Sede Medellín Manu Zapata Jiménez España Universidad Autònoma de Barcelona Andreu Garcia Raurell Colombia Universidad de los Andes Santiago Ortiz García |
| 2023      | PanamáUniversidad Tecnológica de Panamá                                               | Perú Pontificia Universidad Católica del Perú Mauricio Jarufe            | EspañaUniversidad Internacional de Cataluña Amadeo Gavilano                                                                | EspañaUniversidad Complutense de Madrid Raúl Viñas                                                           | EspañaUniversidad Internacional de Cataluña Isabella Vásquez EspañaUniversidad Complutense de Madrid Pedro Tomás España Universidad de Barcelona Luis Felipe García                                   | MéxicoTec CEM Benjamin Vigueras Colombia Universidad de los Andes Santiago Ortiz Perú Pontificia Universidad Católica del Perú Arianna Pantoja México Tec CEMNatalia García EspañaUniversidad Complutense de Madrid José Luis Muñoz |
| 2022      | EspañaUniversidad Rey Juan Carlos                                                     | Chile Pontificia Universidad Católica de Valparaíso Mattias Durán Santis | Perú Pontificia Universidad Católica del Perú Jorge Godos Ortiz                                                            | EspañaUniversidad Complutense de Madrid Raúl Viñas                                                           | EspañaUniversidad Complutense de Madrid Abel Recio Colombia Universidad del Rosario Jessica Zapata España Universidad de Salamanca Javier Lara España Universidad Complutense de Madrid Sonia Khalifa | MéxicoTec CEM Benjamín Vigueras Perú Pontificia Universidad Católica del Perú Diego Núñez del Prado Perú Pontificia Universidad Católica del Perú Joaquín Linares España Universidad de Salamanca Iván Rico Panamá Universidad Santa María la Antigua (LR) Simón Luo |
| 2021      | Ecuador Escuela Superior Politécnica del Litoral Guayaquil                            | Perú Pontificia Universidad Católica del Perú Mauricio Jarufe            | Perú Pontificia Universidad Católica del Perú José Francisco Vergara                                                       | Ecuador Universidad San Francisco de Quito Adrián Duque ·                                                    | España Universidad Nacional de Educación a Distancia Gorka Samaniego Colombia Universidad del Rosario Jessica Zapata                                                                                  | Colombia Universidad del Rosario Bibiana Ramírez España Universidad Nacional de Educación a Distancia Belén Montes Perú Pontificia Universidad Católica del Perú Sebastián Ezeta Ecuador Universidad de las Fuerzas Armadas de Ecuador Paulette Parra Ecuador Universidad de las Fuerzas Armadas de Ecuador Pablo Zúñiga                                                                                    |
| 2020-2021 | España Universidad Complutense de Madrid                                              | México Universidad Iberoamericana Ciudad de México Tito Samuel Ortiz     | Reino Unido Instituto de Estudios para el Desarrollo Marcela Goméz                                                         | México Instituto Tecnológico y de Estudios Superiores de Monterrey Rubén Sánchez ·                           | Perú Pontificia Universidad Católica del Perú Mauricio Jarufe Perú Pontificia Universidad Católica del Perú José Francisco Vergara                                                                    | México Instituto Tecnológico y de Estudios Superiores de Monterrey Benjamín Vigueras Chile Pontificia Universidad Católica de Valparaíso Mattias Durán Santis España Universidad Nacional de Educación a Distancia Gorka Samaniego España Universidad Nacional de Educación a Distancia Belén Montes Chile Pontificia Universidad Católica de Valparaíso Fernando Contreras González ·                      |
| 2019      | Perú Universidad ESAN Lima                                                            | Colombia Universidad del Rosario Juanita Hincapié                        | Colombia Universidad del Rosario Jorge Portocarrero                                                                        | España Universidad Pontificia Comillas Elena Gillis España Universidad Autónoma de Barcelona Gorka Samaniego | España Universidad Pontificia de Comillas Belén Montes España Universidad Autónoma de Madrid Carmen Sánchez España Colegio Mayor Elías Ahúja Ignacio Prieto México ITAM Andrea Rincón                 | Colombia Universidad del Rosario Daniel Orobio Perú Pontificia Universidad Católica del Perú José Arturo Tipismana Arriola |
| 2018      | Chile Pontificia Universidad Católica de Valparaíso Valparaíso                        | España Universidad Pontificia Comillas Antonio Fabregat                  | España Universidad Pontificia Comillas Javier de la Puerta                                                                 | España ISIPA Guillermo Serrano España Universidad San Pablo CEU Jorge Álvarez Palomino                       | | |
| 2017      | Guatemala Universidad Francisco Marroquín Ciudad de Guatemala                         | España Escuela de Finanzas Aída González                                 | España Escuela de Finanzas Iván Olmos Ferreiro España Universidad Pontificia Comillas Javier Alberite                      | Empate en Segundo Lugar. Se pasa directo al cuarto.                                                          | México Asociación Mexicana de Cultura y Debate Valeria Hernández España Universidad Pontificia de Comillas Antonio Fabregat España Universidad Pontificia de Comillas Didier Martín Díaz              | México Escuela Libre de Derecho Sergio Luna México Universidad de Guadalajara Julio César Aguilar España Universidad Autónoma de Madrid Juncal León España Universidad Francisco de Vitoria Yolanda González España Universidad Complutense de Madrid Víctor Corpa España Universidad Pontifica de Comillas Javier de la Puerta                                                                             |
| 2016      | España Universidad de Córdoba                                                         | España Universidad Pontificia Comillas Antonio Fabregat                  | España Centro de Estudios Políticos y Constitucionales Irene Miguelsanz Villanueva                                         | España Universidad Pontificia Comillas Javier de la Puerta                                                   | España Universidad de Córdoba Natalia Gascón España Centro de Estudios Políticos y Constitucionales Jorge Lucena                                                                                      | España Universidad Pontificia Comillas Javier Alberite España Universidad Pontificia Comillas Esteban Bueno España Universidad de Córdoba José Villar México ITAM Carlos Ortega Colombia Universidad del Rosario Nathalia Isaza |
| 2015      | Colombia Universidad del Rosario Bogotá                                               | España Universidad Pontificia Comillas Antonio Fabregat                  | España Universidad Pontificia Comillas Alberto de Unzurrunzaga Rubio España Universidad de Murcia Pilar Rodríguez Losantos | España Universidad Autónoma de Madrid Irene Miguelsanz Villanueva                                            | España Universidad de Murcia Sergio Melero · Colombia Universidad del Rosario Diego Duarte | Chile Universidad Técnica Federico Santa María Carlos Fernández Colombia Universidad del Rosario Daniel Cardona España Universidad de Córdoba Gonzalo Herreros Moya Colombia Universidad del Rosario Santiago Vásquez Colombia Universidad del Rosario Nathalia Isaza España Universidad de Córdoba Carlos Valverde                                                                                         |
| 2014      | México Instituto Tecnológico de Estudios Superiores de Monterrey Atizapán de Zaragoza | España Universidad de Extremadura Gonzalo Alonso Pinto                   | España Universidad de Extremadura Carlos Seseńa Vaquero                                                                    | Chile Universidad Andrés Bello Fernando Vera                                                                 | | |
| 2013      | España Universidad Complutense Madrid                                                 | Venezuela Universidad Central de Venezuela María Gabriela Vicent Allende | España Universidad de Extremadura Carlos Seseńa Vaquero                                                                    | Chile Universidad Andrés Bello Ricardo Gómez                                                                 | Chile Universidad Andrés Bello Nicole Hansen Colombia Universidad del Rosario Carlos Parra | España Universidad de Extremadura Gonzalo Alonso Colombia Universidad del Rosario Ana María Díez Defex Venezuela Universidad Central de Venezuela Andrés Ávila España Universidad de Córdoba Carlos Valverde España Universidad de Córdoba Guillermo Díaz |
| 2012      | Chile Universidad Andrés Bello Santiago                                               | Chile Universidad de Chile Daniel Iribarren Abarca                       | Venezuela Universidad Central de Venezuela Rita Sleiman                                                                    | Chile Universidad de Chile Nicolás Palma                                                                     | Chile Universidad Andrés Bello Nicole Hansen Chile Universidad Andrés Bello Fernando Vera | Chile Pontificia Universidad Católica de Chile Valentina Salvatierra Chile Pontificia Universidad Católica de Chile Paulina Valenzuela México ITESM Campus Estado de México David Alatorre López México ITESM Campus Estado de México Rodolfo Flores Chile Universidad Andrés Bello Constanza Díaz |
| 2011      | Venezuela Universidad Central de Venezuela Caracas                                    | España Universidad Complutense de Madrid Camila Salazar-Simpson          | Chile Universidad Andrés Bello Nicole Hansen México ITESM Campus Estado de México David Alatorre López                     | Empate en Segundo Lugar. Se pasa directo al cuarto.                                                          | Chile Universidad San Sebastián Boris Márquez España Universidad Complutense de Madrid Darío Jiménez                                                                                                  | Chile Universidad de Chile Daniel Iribarren Venezuela Universidad Central de Venezuela Beverly Fung Mock Chile Universidad Andrés Bello Marcelo Rivera Venezuela Universidad Central de Venezuela Rita Sleiman Venezuela Universidad Central de Venezuela Howard Álvarez |

### Premio Alfred Snider
Este premio se entrega al mejor equipo de una institución que haya participado por primera vez dentro del Campeonato. Comienza a entregarse desde CMUDE 2018. 
| Año       | Sede                                                           | Equipo reconocido | Lugar de clasificación | Puntos de clasificación                 | Puntos totales de orador                    |
| --------- | -------------------------------------------------------------- | --- | ---------------------- | --------------------------------------- | ------------------------------------------- |
| 2025      | República Dominicana Universidad del Caribe (Santo Domingo)    | TBA | TBA                    | TBA                                     | TBA                                         |
| 2024      | Colombia Universidad Pontificia Bolivariana                    | Universidad de La Sabana Valeria Pinzón Niño y Daniel Reyes Tobar                                                              | No break               | 16 puntos de equipo                     | 1383 puntos de orador                       |
| 2023      | Panamá Universidad Tecnológica de Panamá                       | Brown University Marcelo Rodríguez y Toby James Arment                                                                         | No Break               | 12 puntos de equipo                     | 1374 puntos de orador                       |
| 2022      | España Universidad Rey Juan Carlos                             | No se entregó |                        |                                         |                                             |
| 2021      | Ecuador Escuela Superior Politécnica del Litoral Guayaquil     | Universidad Nacional de Trujillo Lorena Ticlia Quispe y María Vásquez Correa                                                   | No break               | 16 puntos de equipo                     | 1354 puntos de orador                       |
| 2020-2021 | España Universidad Complutense de Madrid Madrid                | Club de Debate de Asturias de la Universidad de Oviedo Alba Morán Álvarez & Iván Rico González                                 | Break 16               | 17 puntos de equipo                     | 1385 puntos de orador                       |
| 2019      | Perú Universidad ESAN Lima                                     | Universidad Icesi Iván Jacho Flórez & José Villegas García                                                                     | No break               | 14 puntos de equipo                     | 1357 puntos de orador                       |
| 2018      | Chile Pontificia Universidad Católica de Valparaíso Valparaíso | Universidad de Valparaíso Fernando Contreras & David Muñoz Universidad de las Américas Puebla Marcela Gómez & Alejandra Graham | Break 5° Break 27      | 20 puntos de equipo 17 puntos de equipo | 1364 puntos de orador 1315 puntos de orador |

### Mejor Persona Jueza
| Año       | Sede                                                        | Persona Jueza Reconocida           |
| --------- | ----------------------------------------------------------- | ---------------------------------- |
| 2025      | República Dominicana Universidad del Caribe (Santo Domingo) | Colombia Juanita Hincapié Restrepo |
| 2024      | Colombia Universidad Pontificia Bolivariana                 | Colombia Juanita Hincapié Restrepo |
| 2023      | Panamá Universidad Tecnológica de Panamá                    | Chile Fabián Yaksic Muñoz          |
| 2022      | España Universidad Rey Juan Carlos                          | México Rubén Sánchez               |
| 2021      | Ecuador Escuela Superior Politécnica del Litoral            | Colombia Juanita Hincapié Restrepo |
| 2020-2021 | España Universidad Complutense de Madrid                    | Chile Fabián Yaksic Muñoz          |
| 2019      | Perú Universidad ESAN                                       | España Juncal León                 |
| 2018      | Chile Pontificia Universidad Católica de Valparaíso         | Curazao Nathania Engelhardt        |
| 2017      | Guatemala Universidad Francisco Marroquín                   | España Carlos Seseña               |

## Ranking Histórico
| País                 | Campeón | Finalista | Semifinalista | Cuartos de final | Mejor Puesto obtenido | Mejor Puesto como orador |
| -------------------- | ------- | --------- | ------------- | ---------------- | --------------------- | ------------------------ |
| España               | 4       | 20        | 14            | 17               | 1.º                   | 1.º                      |
| Perú                 | 3       | 7         | 8             | 13               | 1.º                   | 1.º                      |
| Colombia             | 3       | 6         | 15            | 17               | 1.º                   | 1.º                      |
| Chile                | 3       | 3         | 4             | 12               | 1.º                   | 1.º                      |
| México               | 2       | 6         | 11            | 9                | 1.º                   | 1.º                      |
| Venezuela            | 1       | 2         | 2             | 9                | 1.º                   | 1.º                      |
| Ecuador              | 0       | 1         | 1             | 3                | 3.º                   | 3.º                      |
| Panamá               | 0       | 0         | 0             | 3                | 9.º                   | 10.º                     |
| República Dominicana | 0       | 0         | 0             | 1                | 17.º                  | 61ro                     |
| Guatemala            | 0       | 0         | 0             | 0                | 17.º                  | 95to                     |
| Estados Unidos       | 0       | 0         | 2             | 0                | 26to                  | 38vo                     |
| Costa Rica           | 0       | 0         | 0             | 0                | 39no                  | 67mo                     |
| El Salvador          | 0       | 0         | 0             | 0                | 43ro                  | 47mo                     |
| Países Bajos         | 0       | 0         | 0             | 0                | 68vo                  | Ninguno                  |
| Rusia                | 0       | 0         | 0             | 0                | 82do                  | 150mo                    |
| Rumania              | 0       | 0         | 0             | 0                | Ninguno               | 125to                    |
| Alemania             | 0       | 0         | 0             | 0                | Ninguno               | 143ro                    |

## Competencias Alternas

### Copa Masters (Anteriormente Copa de Naciones y Copa de Jueces)
| Año                     | Sede                                                          | Campeón                                                                     | Finalista                                                                                | Semifinalistas | Cuartos de final |
| ----------------------- | ------------------------------------------------------------- | --------------------------------------------------------------------------- | ---------------------------------------------------------------------------------------- | --- | --- |
| 2025                    | República Dominicana Universidad del Caribe (Santo Domingo)   | TBA                                                                         | TBA                                                                                      | TBA | TBA |
| 2024                    | Colombia Universidad Pontificia Bolivariana                   | España & Reino Unido Iván Rico, Amparo Perucho y Bethany Garry              | Colombia Diego Duarte, Catalina Rodríguez y Valeria Morales                              | México & Perú Valeria Corona, David Morales y Diego Núñez México & España Benjamín Vigueras, Pedro Tomás, Mateo Cruzatt                     | Perú Jorge Godos, Gerson Oviedo y Fernanda Paz Perú Ecuador & Colombia Martín Luna, Alelí Chaparro y Kazhia Fernández Ecuador & Panamá Angelo Saavedra, Adrián Duque y Diego Rubio Venezuela David Varillas, María Isabel Landaeta y Sandra Cova |
| 2023                    | Panamá Universidad Tecnológica de Panamá                      | Perú, Ecuador & Chile Angel Moreno, Adrián Duque y Fabián Yaksic            | México, España & Chile Marcela Gómez, Amparo Perucho y Fernando Contreras                | Colombia & Perú Juan Navarro, Diego Duarte y Jorge Godos México & Perú Luisa Velázquez, Jorge Bullón y Stephania Hidalgo                    | No break a cuartos |
| 2022                    | España Universidad Rey Juan Carlos                            | Escocia, Ecuador & Chile Bethany Garry, Paulette Parra y Fabián Yaksic      | México & España Rubén Sánchez, Marcela Gómez y Amparo Perucho                            | España Javier Sánchez Villegas, Tomeu Vera y María García Ribeiro México, Ecuador & Chile Valeria Corona, Adrián Duque y Fernando Contreras | No break a cuartos |
| 2021 (Copa Masters)     | Ecuador Escuela Superior Politécnica del Litoral              | Colombia & Perú Manuela Posada, Lia Macana y Francois Macedo                | México , España & Chile Marcela Gómez, Amparo Perucho y Fernando Contreras               | No break a semifinales | No break a cuartos |
| 2020/21 (Copa Masters)  | España Universidad Complutense de Madrid                      | Colombia & Panamá Diego Duarte, Giza Pavone y Juanita Hincapié              | Perú & Brasil Jorge Bullón, Giovanni Begossi y Adriana Barrantes                         | Perú & Chile Sebastián Ezeta, Fabián Yaksic y Fernanda Crousillat Colombia & México Érika Silva, Valeria Hernández y Daniel Espinosa        | No break a cuartos |
| 2019 (Copa Máster)      | Perú Universidad ESAN Lima                                    | España Jorge Álvarez Palomino, Víctor Corpa Rubio & Iñigo Vallejo           | España ·                                                                                 | España · Mixed Team México España Chile | No break a cuartos |
| 2018 (Copa de Naciones) | Chile Pontificia Universidad Católica de Valparaíso Chile     | México · Valeria Hernández, Mariana Morales, David Alatorre López           | España Gonzalo Herreros, Aída González, Francisco Valiente                               | North America ( Estados Unidos & México) Carlos Ortega, Roberto Romeu, Oliver Leung Colombia                                                | No break a cuartos |
| 2017                    | Guatemala Universidad Francisco Marroquín Ciudad de Guatemala | Colombia Juan Martín Londoño, Nicolás Bermúdez Pitta y Ginary Gutiérrez     | Ecuador Colombia Ricardo López, Sergio Carvajal y Julián Duarte                          | Perú Colombia Luisa Salazar México David Alatorre López, Salma Infante Osorio                                                               | México España Colombia |
| 2016                    | España Universidad de Córdoba Córdoba                         | España Cristina Guerrero, Jorge Whyte, Jaime de la Virgen y Alberto Buscató | México David Alatorre López, Nicholas Ferezin, Alfredo Díaz Barriga, Chile Nicole Hansen | España Iñigo Vallejo Achón, Daniel Quijano Ramos y Javier López Padilla                                                                     | |
| 2015                    | Colombia Universidad del Rosario Bogotá                       | España Francisco valiente, Cristina Guerrero, Jorge Whyte y Manuel Paredes  | Chile                                                                                    | Colombia Perú | México Panamá |
| 2014                    | México TEC Campus Estado de México Atizapán de Zaragoza       | Perú Erika Martínez, Erika Rodríguez, Magaly Anco                           | Chile Marcelo Rivera, Katerin López, Jorge Albornoz                                      | Colombia Ana María Diez, Christian Mora y Ramón Salazar Centroamérica                                                                       | México Equipo Mixto |

### Español como Segunda Lengua
| Año  | Sede                                                                 | Campeón                                                                                     | Finalistas                                                                           |
| ---- | -------------------------------------------------------------------- | ------------------------------------------------------------------------------------------- | ------------------------------------------------------------------------------------ |
| 2025 | República Dominicana Universidad del Caribe (Santo Domingo)          | No hubo categoría ELE                                                                       |                                                                                      |
| 2024 | ColombiaUniversidad Pontificia Bolivariana                           | No hubo categoría ELE                                                                       |                                                                                      |
| 2023 | PanamáUniversidad Tecnológica de Panamá                              | No hubo categoría ELE                                                                       |                                                                                      |
| 2022 | EspañaUniversidad Rey Juan Carlos                                    | No hubo categoría ELE                                                                       |                                                                                      |
| 2021 | EcuadorEscuela Superior Politécnica del Litoral                      | No hubo categoría ELE                                                                       |                                                                                      |
| 2020 | España Universidad Complutense de Madrid                             | No hubo categoría ELE                                                                       |                                                                                      |
| 2019 | Perú Universidad ESAN Lima                                           | Estados Unidos Cornell University Luz Dybner & Sara Stober                                  | Estados Unidos Colgate University                                                    |
| 2018 | Chile Pontificia Universidad Católica de Valparaíso Chile            | Estados Unidos Cornell University Brittany Garcia & Estefanía Palacios                      | Estados Unidos Cornell University University of La Verne University of North Georgia |
| 2017 | Guatemala Universidad Francisco Marroquín Guatemala                  | Estados Unidos University of Denver Selene Figueroa & Quinn Seremet                         |                                                                                      |
| 2016 | España Universidad de Córdoba Córdoba                                | Alemania TU Munich · Inglaterra Warwick Reinhold Koch & Austria Katrin Fallmann             | Estados Unidos University of Denver Rusia HSE Países Bajos Wageningen University     |
| 2015 | Colombia Universidad del Rosario Bogotá                              | Países Bajos Maastricht University Alemania Felix Plassman & Alexander Wisse                | Estados Unidos Colgate University (x2) Rusia Economy University of Russia            |
| 2014 | México Tec de Monterrey Campus Estado de México Atizapán de Zaragoza | Estados Unidos Willamette University México Shamir Cervantes & Estados Unidos Andrés Oswill | Estados Unidos Colgate University (x3)                                               |

### Competencia de discursos
| Año  | Sede                                                                 | Campeón                            | Finalistas |
| ---- | -------------------------------------------------------------------- | ---------------------------------- | --- |
| 2025 | República Dominicana Universidad del Caribe (Santo Domingo)          | Ana Nari Carrillo Panamá           | TBA |
| 2024 | Colombia Universidad Pontificia Bolivariana                          | Manu Zapata Jiménez Colombia       | Diego Cabrera Perú (2.º lugar) Martín Villanueva Alayo Perú (3.º lugar) Benjamín Vigueras México Juan Esteban Triviño Colombia Georgina Santos Ecuador                                                       |
| 2023 | Panamá Universidad Tecnológica de Panamá                             | Liliana González México            | Joceline Paulette Parra Ecuador (2.º lugar) Diego Cabrera Perú (3.er lugar) Luis Felipe García España Mauricio Jarufe Perú Cristhian Mora Colombia                                                           |
| 2022 | España Universidad Rey Juan Carlos                                   | Carlota Monedero España            | Daniel Alejandro Quiroga México (2.º lugar) Daniela Martuccelli Perú (3.º lugar) Mariana Frías Morales México Vanessa Hernández Orozco Colombia Betzy Denisse Zavaleta Perú                                  |
| 2021 | Ecuador Escuela Superior Politécnica del Litoral                     | Leonardo Mauricio Chihuán Perú     | Alexis Francois Macedo Llaque Perú (2.º lugar) Joceline Paulette Parra Ecuador (3.º lugar) |
| 2020 | España Universidad Complutense de Madrid                             | José David Camaño Galván México    | Benjamín Vigueras Martínez (2.º lugar) México Daniela Martuccelli García y Mauricio Jarufe Perú |
| 2019 | Perú Universidad ESAN Lima                                           | Benjamín Vigueras Martínez México  | Alexis Hernando Cubas PerúJonathan Baltasar Posada Colombia |
| 2018 | Chile Chile Pontificia Universidad Católica de Valparaíso            | Iván Olmos España                  | Juan Carlos Barrera Colombia |
| 2017 | Guatemala Universidad Francisco Marroquín                            | Rawill Guzmán República Dominicana | Gonzalo Herreros España Universidad de Córdoba Iván Olmos España Escuela de Finanzas (España) |
| 2016 | España Universidad de Córdoba                                        | Luciano Valenzuela Chile           | Pepe Herrero Rubí España Universidad de Granada Jorge Lucena Pérez España Universidad de Córdoba |
| 2015 | Colombia Universidad del Rosario Bogotá                              | Diego Javier Carreño México        | Alberto Escobar España Jorge Gacitúa Chile |
| 2014 | México Tec de Monterrey Campus Estado de México Atizapán de Zaragoza | Carlos Valverde Álvarez España     | Gonzalo Herreros Moya España Universidad de Córdoba Jorge Lucena Pérez España Universidad de Córdoba Patricia Muñoz Carrasco España Universidad Complutense Luciano Valenzuela Chile Universidad Santo Tomás |
| 2013 | España Universidad Complutense de Madrid                             | Luciano Valenzuela Chile           | Ricardo Gómez Caro Chile Universidad Andrés Bello Chile |
| 2012 | Chile Universidad Andrés Bello Santiago                              | No hubo competencia de Discursos   | |
| 2011 | Venezuela Universidad Central de Venezuela Caracas                   | Nicole Hansen Chile                | |

### Mejor Persona Jueza de Discursos
| Año  | Sede                                                        | Persona Jueza Reconocida  |
| ---- | ----------------------------------------------------------- | ------------------------- |
| 2025 | República Dominicana Universidad del Caribe (Santo Domingo) | México Andrea Marlo       |
| 2024 | Colombia Universidad Pontificia Bolivariana                 | Venezuela Sofía Molano    |
| 2023 | Panamá Universidad Tecnológica de Panamá                    | Venezuela Valeria Favuzzi |

## Mociones

### CMUDE Madrid 2013
Ronda 1:
Esta casa castigaría a los padres por los crímenes cometidos por sus hijos (menores de edad).
Ronda 2:
Esta casa daría pena de muerte a aquellos funcionarios del gobierno que incurran en actos de corrupción.
Ronda 3:
Esta casa se arrepiente de las políticas de bienestar social promovidas por países inmersos en crisis en la eurozona.
Ronda 4:
Esta casa pagaría a los pobres por no tener hijos
Ronda 5:
Esta casa prohibiría los acuerdos financieros en juicios en contra de las compañías farmacéuticas
Ronda 6:
Esta casa permitiría la donación de órganos sólo a aquellos individuos que sean donantes
Ronda 7:
Esta casa apoyaría a los soplones (Snowden, Darby, Manning)
Ronda 8
Esta casa cree que los países en vías de desarrollo deben nacionalizar las empresas que explotan los recursos naturales del país
Ronda 9
Esta casa apoya la censura de medios de comunicación en períodos de crisis política
Cuartos de final
Esta casa lamenta que Brasil sea la sede del Mundial de Fútbol 2014
Semifinales
Esta casa eliminaría la Iglesia Católica a nivel mundial
Final
Esta casa se arrepiente de la colonización española en Latinoamérica

### CMUDE México 2014
Ronda 0
Esta casa prohibiría la importación de productos que hayan sido fabricados con mano de obra infantil.
Ronda 1
Esta casa cree que las personas tienen el deber moral de dejar de pronunciar gritos como “puto” o “maricón” en eventos deportivos.
Ronda 2
Esta casa considera que se debe prohibir a los hospitales públicos prescribir tratamientos alternativos (por ejemplo, la homeopatía, la acupuntura o las Flores de Bach).
Ronda 3
Esta casa lamenta que se haya creado el Estado de Israel.
Ronda 4
Esta casa prohibiría los circos con animales
Ronda 5
Esta casa prohibiría la venta de productos financieros complejos.
Ronda 6
Esta casa penalizaría a quienes sabiendo que viven con VIH mantuvieran relaciones sexuales con otras personas sin habérselo dicho.
Ronda 7
Esta casa considera que los Estados deben adoptar o mantener medidas que busquen generar un sentimiento nacionalista.
Ronda 8
Esta casa considera que los fumadores deben cubrir el costo de sus propios tratamientos médicos.
Ronda 9
info slide: “La Bestia” es una red de trenes de carga que atraviesa México desde la frontera con Guatemala hasta la frontera con Estados Unidos. Año a año, inmigrantes en situación ilegal (generalmente de Centroamérica y Sudamérica) se suben al techo del tren para atravesar el país y llegar a los Estados Unidos. Usualmente hay muertes en los trayectos debido al peligro del tren y la vulnerabilidad a la que se exponen ante el crimen. 
Esta casa considera que el gobierno mexicano (y otros gobiernos en situaciones similares) debe tomar las medidas necesarias para impedir que haya personas que viajen en medios como “La Bestia”
Octavos de final
Si esta casa tuviera que elegir entre que se hiciera el mundial de fútbol de la FIFA en Catar en 2022 o que no hubiera mundial ese año, elegiría que no hubiera.
Cuartos de final
Esta casa eliminaría los salarios mínimos
Semifinales
Esta casa dejaría en manos de los ciudadanos, a través del voto directo en referendos, las decisiones fundamentales sobre el uso de los recursos naturales de cada país.
Final
Esta casa justifica que los ciudadanos creen sus propios grupos armados cuando el Estado falla en protegerlos del crimen organizado.
Copa de las naciones ronda 1
¿Deben devolverse las antigüedades y obras de arte tomadas a lo largo de los siglos a sus países de origen?
Copa de las naciones ronda 2
¿Es conveniente tomar medidas relevantes contra los países que castigan la homosexualidad?
Copa de las naciones ronda 3
¿Debe seguir destinándose grandes cantidades de recursos a la investigación espacial, especialmente en tiempos de crisis?

### CMUDE Bogotá 2015
Ronda 0
Si tecnológicamente se pudieran definir las preferencias sexuales de las personas por nacer, esta casa permitiría a los padres hacerlo.
Ronda 1
Esta casa considera que el Estado tiene derecho a retener el talento que forma.
Ronda 2
Esta casa obligaría a que las selecciones nacionales deportivas estuvieran compuestas de un modo que representara proporcionalmente la distribución sexual de su población, por ejemplo, al conformar los equipos que compiten en el mundial de fútbol de la FIFA.
Ronda 3
Si en un país hay una crisis humanitaria y el Gobierno no permite la entrada de ayuda del exterior, esta casa justifica la entrada por la fuerza.
Ronda 4
Esta casa considera que los Estados no deberían rescatar a los migrantes ilegales cuyas vidas entraran en riesgo en el proceso migratorio.
Ronda 5
Info slide: Hay un botón. Si alguien pulsa el botón, recibe 10 millones de dólares de los que puede disponer libremente y causa la muerte de una persona al azar.
Esta casa pulsaría el botón.
Ronda 6
Esta casa considera que tener hijos biológicos es inmoral.
Ronda 7
Esta casa brindaría incentivos y protección a los empleados y exempleados que denunciaran prácticas empresariales que tuvieran repercusiones sociales negativas.
Ronda 8
Esta casa ocultaría pruebas científicas que favorecieran conductas que quisiera evitar.
Ronda 9
Esta casa considera que los Estados deberían producir y difundir pornografía contraria al esterotipo dominante de manera activa y competitiva.
Octavos de final
Esta casa prohibiría los usos y disposiciones empresariales que estimularan a los empleados a trabajar más de 8 horas por día.
Cuartos de final
Info slide: Suponga que usted vive en un país donde el aborto es legal, seguro y gratuito. Usted está dentro del período en que puede practicarse un aborto sin riesgos. Usted se entera de que el hijo que espera nacería con una enfermedad que le causaría mucho dolor y una corta esperanza de vida. 
Esta casa considera que usted debería abortar.
Semifinales
Info slide: La renta básica universal o ingreso ciudadano es un ingreso pagado por el Estado, como derecho de ciudadanía, a cada miembro de pleno derecho o residente de la sociedad incluso si no quiere trabajar de forma remunerada, sin tomar en consideración si es rico o pobre o, dicho de otra forma, independientemente de cuáles puedan ser las otras posibles fuentes de renta, y sin importar con quién conviva.
Esta casa implementaría la renta básica universal.
Final
Esta casa discriminaría positivamente en la contratación como empleados públicos a quienes hubieran estado en prisión.
Final ELE
Esta casa condicionaría la ayuda humanitaria a la aplicación de controles demográficos en los países beneficiados.
Semifinal Copa de naciones
Esta casa considera que Internet ha hecho más mal que bien.
Final Copa de naciones
Esta casa permitiría la investigación en humanos con su consentimiento, incluso si fuera alto el riesgo de muerte o extremo sufrimiento.

### CMUDE Córdoba 2016
Ronda 0
Info slide: En marzo de este año, se aprobó un acuerdo entre la Unión Europea y Turquía. En junio, Médicos Sin Fronteras difundió um video, en el que Joan Tubau, director general de la organización, anunció la decisión de renunciar a los fondos públicos de la Unión Europea.
Esta casa cree que Médicos Sin Fronteras no debería haber renunciado a los fondos públicos de la Unión Europea y sus Estados miembros.
Ronda 1
Esta casa cree que, a la hora de votar, cada ciudadano debería pensar solo en sus intereses y no en el bien común.
Ronda 2
Esta casa considera que el consumo colaborativo (por ejemplo, Uber y Airbnb) genera más beneficios que perjuicios a las personas de más escasos recursos.
Ronda 3
Info slide: Existe un instrumento que es un preservativo dentado antiviolación que se coloca en la vagina y ante una penetración hace que el pene quede atrapado. Si se intenta sacar el pene del dispositivo, se producen lesiones graves en el hombre. Para retirar el preservativo del pene se requiere asistencia médica.
Esta casa considera que los Estados deberían facilitar el acceso de la población al preservativo dentado antiviolación.
Ronda 4
Esta casa recomendaría a las organizaciones que sostienen posturas muy minoritarias enfocar sus esfuerzos en la defensa de posiciones con mayor aceptación.
Ronda 5
Esta casa cree que Hillary ganará estas elecciones generales.
Ronda 6
Info Slide: Eres un hombre que vive en Galilea hace unos 2000 años. Eres listo, carismático y capaz de reunir y liderar a muchos seguidores. La gente cree que eres el hijo de Dios y que haces milagros.
Esta casa cree que deberías usar tu influencia para difundir valores progresistas apoyado en la fe.
Ronda 7
Esta casa considera legítimo investigar sobre el cuerpo de una persona muerta aunque sea contrario a su voluntad expresada en vida.
Ronda 8
Esta casa considera que la izquierda debe lamentar los gobiernos de América Latina de los últimos 15 años usualmente identificados como de izquierda o centroizquierda.
Ronda 9
Info slide Hay dos gemelos que son indistinguibles, absolutamente indistinguibles. Uno de ellos lidera la más cruenta organización terrorista. 
El otro nunca ha estado involucrado. No sabes nada malo de él. (Podría ser un activista de derechos humanos, tener un gatito muy lindo o bueno... qué se yo). 
Tienes a los dos en custodia y ambos niegan ser líderes de la organización terrorista. No puedes confirmar quién es quién. 
Esta casa dejaría a ambos en libertad.
Octavos de final
Esta casa prohibiría los créditos otorgados sin muchos requisitos y con tasas altas a personas de escasos recursos.
Cuartos de final
Esta casa cree que los Estados deberían dejar de clasificar a las personas por su sexo o género (por ejemplo, evitar baños diferenciados o categorías en los documentos de identidad) y generar incentivos significativos para que los privados también lo hicieran.
Semifinales
Esta casa implementaría programas educativos sobre la industria de la carne desde la educación temprana de forma periódica y gráfica (por ejemplo, visitas a mataderos o exhibición de videos sobre criaderos de pollos).
Final
Si fuera posible, esta casa proporcionaría internet de inmediato a todas las personas de manera libre y con independencia de la voluntad de sus propios gobiernos.
Final ELE
Esta casa considera legítimo que los Estados creen o refuercen narrativas históricas falsas que promuevan la cohesión social.
Copa de jueces ronda 1
Esta casa cree que los Estados deben adoptar medidas significativas para que la prostitución sea percibida socialmente como un trabajo más (como ser profesor, médico, maestro o carpintero).
Copa de jueces ronda 2
Info Slide: En una excavación se encontraron mosquitos de millones de años de antigüedad atrapados dentro de savia fosilizada. Un grupo de científicos los estudió y halló sangre de dinosaurios en su interior. Tras su estudio, concluyeron que resultaría viable extraer ADN dañado de dinosaurios y, combinándolo con ADN de ranas, crear grandes dinosaurios que podrían criarse y exhibirse al público en un parque que se llamaría Jurassic Park.
Esta casa construiría Jurassic Park y lo abriría al público.
Copa de jueces semifinal
Esta casa preferiría vivir en un mundo donde el éxito y el fracaso personal fueran vistos como consecuencia de factores azarosos más que de elecciones personales.
Copa de jueces final
Esta casa considera que en una cárcel deben respetarse los estándares mínimos de derechos humanos aunque afuera no se puedan garantizar.

### CMUDE Guatemala 2017
Ronda 0:
Info slide: En los últimos años, diversos colectivos sociales guatemaltecos han realizado numerosas manifestaciones con varias reivindicaciones sociales. Se destacan dentro de ellas la reparación y mantenimiento de vías de comunicación. 
Moción: Esta casa cree que el Estado debería proporcionar a las poblaciones materiales para que autogestionen el mantenimiento y reparación de las vías de acceso a sus aldeas.
Ronda 1:
Esta casa intentaría extinguir un enclave que sea foco de incumplimiento de la ley, aun a riesgo de dispersión.
Ronda 2:
Info slide: Implante coclear: es un dispositivo electrónico implantado quirúrgicamente que proporciona la sensación de sonido a personas con discapacidad de sonido severa. En niños, implantar el dispositivo a una temprana edad tiene una alta probabilidad del éxito, pero no garantiza que le proporciones la sensación de sonido. 
Esta casa retiraría la custodia a los padres sordos que rechacen el implante coclear que podría otorgar a sus hijos sordos la capacidad de oír.
Ronda 3:
Info slide: Akrasia: En palabras de Luis Vega Reñón, un caso de Akrasia es un caso de debilidad de la voluntad o, en una palabra, de inacción. Ocurre cuando hay algo que el agente estima como valioso y que puede y debe hacer, pero no emprende ninguna acción al respecto. Un caso de Akrasia es a su vez el producido por una actuación intencional que el agente reconoce que contraviene lo que juzga como mejor curso de acción. Akrasia es la diferencia entre lo que pienso y lo que hago.
Esta casa cree que la Akrasia está mal.
Ronda 4:
Esta casa haría que las decisiones militares más importantes fueran tomadas, fundamentalmente, por mujeres.
Ronda 5:
Info Slide: Plain language: Forma de comunicar diseñada para asegurar que el receptor del mensaje entiende de forma rápida, sencilla y lo más completa posible. El plain language se esfuerza por ser sencillo de entender y usar. Ejemplo: Ambientes de aprendizaje significativo son requisito sine quanon para facilitar y mejorar el proceso de enseñanza-aprendizaje vs Para que los niños aprendan bien, necesitan buenos colegios. 
Esta casa cree que todos documentos del Estado (por ejemplo, leyes, sentencias judiciales, subsidios…) que se produzcan deben ir en plain language.
Ronda 6:
Info slide: Coyote es una forma de llamar a las personas a quienes se les paga para transportar a escondidas a inmigrantes irregulares para cruzar la frontera. “ONG Coyotes Virtuosos”: 1. No te cobramos; 2. No vamos a permitir que te hagan daño; 3. Creemos que eres un buen ser humano; 4. Si nos atrapan, tenemos abogados. 
Esta casa apoya a los Coyotes Virtuosos.
Ronda 7:
Info slide: [Panfleto] Deja de quejarte de tu país, simplemente haz bien tu parte porque tú eres tú país y todo comienza por casa. Individualización de la culpa: proceso por el cual se pone énfasis en la capacidad de cada ciudadano, a título individual, de generar cambios. 
Esta casa cree que la individualización de la culpa impide el cambio.
Ronda 8:
Info slide:Las remesas son el envío que se hace de dinero desde el país receptor de inmigración al país de origen de la persona migrante. En el estudio del fenómeno de las remesas consideramos la perspectiva del país de origen y del país receptor. 
Esta casa rechaza las remesas.
Ronda 9:
Esta casa cree que el colectivo LGBTI+ debería incluir la P de Pedofilia como parte de su movimiento.
Octavos de final:
Esta casa cree que el Estado debería dar fuertes incentivos económicos a miembros de minorías étnicas, con cultura propia, para que ingresen con dedicación exclusiva en el sistema educativo formal.
Cuartos de final:
Esta casas cree que toda contratación debe realizarse a través de un tercero para garantizar que no se tenga en cuenta la información personal de los postulantes (ejemplo: foto, género, edad, universidad, etc.)
Semifinales:
Info slide: Las Maras Salvatrucha y Barrio 18 son organizaciones criminales extremadamente violentas. Operan en la zona 18 y otras similares de Ciudad de Guatemala. Se estima que cuentan con 9.000 miembros, quienes ingresan desde los 6 años de edad, como resultado de un contexto de falta de oportunidades, acceso a la educación, salud y vivienda, sumado a otras causas como la desintegración familiar, violencia intrafamiliar, abusos sexuales, alcohol, drogas, etc. 
Esta casa cree que el Estado guatemalteco debería, por todos sus medios, poner bajo su custodia, tutorizar y educar en centros internos a todos los niños (no mareros) de más de 5 años de la zona 18 y otras similares de Ciudad de Guatemala.
Final:
Info slide: Donald Trump y Nicolás Maduro han sido envenenados, si no se les suministra un antídoto morirán. Sólo tienes un antídoto. Tienes que salvar a uno y solo uno. 
Esta casa salvaría a Nicolás Maduro.
Final ELE:
Esta casa no firmaría un acuerdo de paz que no haya sido aprobado por las víctimas del conflicto.
Copa de jueces Ronda 1:
Esta casa cree que el cibersexo no es infidelidad.
Copa de jueces Ronda 2:
Info slide: Estás en la cresta de la ola de tu vida, todo te va increíblemente bien. Pero, un día, matas a una persona. 
Esta casa cree que deberías descuartizar a esa persona y ocultar el asesinato.
Copa de jueces Ronda 3:
Esta casa, como quinceañera, celebraría su cumpleaños
Copa de jueces final:
Esta casa cree que si Dios existe, estaría orgulloso de nosotros

### CMUDE Valparaíso 2018
Ronda 0:
Esta casa se lamenta de la glorificación de narcotraficantes como Pablo Escobar.
Ronda 1:
Esta casa cree que los países deben establecer el monopolio de la producción y comercialización de los símbolos culturales a las comunidades indígenas que los crearon.
Ronda 2:
Info slide: El derecho a intentar o "right to try" es una ley estadounidense que da a personas con enfermedades que amenazan la vida, el derecho de acceder tratamientos experimentales, ententidos como aquellos que aun no han sido aprobados por la autoridad competente.
Esta casa apoya el derecho a intentar (right to try).
Ronda 3:
Esta casa cree que los Estados deben establecer un impuesto selectivo a las formas de arte con un pasado machista, por ejemplo el tango, el flamenco y el reguetón.
Ronda 4:
Asumiendo que tiene que elegir, esta casa, siendo los Estados Unidos, aceptaría exclusivamente y en su totalidad a refugiados latinoamericanos.
Ronda 5:
Info slide :Una garantía tangible es aquella en la que se utilizan recursos públicos (edificios, terrenos, títulos de explotación de recursos naturales, etc.) como colateral a ser cobrado en caso de incumplimiento definitivo de pago (default).
Esta casa cree que para acceder a rescates económicos, los estados deberían proveer garantías tangibles.
Ronda 6:
Esta casa ajustaría la pauta de evaluación de los estudiantes según su trasfondo socioeconómico.
Ronda 7:
Info slide: Vida Futura A = Tras una vida bien vivida, el alma etérea se separa del cuerpo físico y se une a una comunidad eterna y serena de almas y Dios (sin cuerpo físico). Vida Futura B = Tras una vida bien vivida, el alma etérea se separa del cuerpo físico, entra a otro cuerpo físico y vive una nueva vida con las recompensas de la vida anterior, transfiriéndose a la siguiente. Nadie sabe qué Vida Futura existe.
Esta casa prefiere Vida Futura A a Vida Futura B.
Ronda 8:
Asumiendo que un Estado tiene que promover un modelo de relaciones afectivo-sexuales, Esta casa  preferiría una sociedad en la que predomine la monogamia sobre la poligamia.
Ronda 9:
Esta casa permitiría a los habitantes de un barrio el derecho de investigar y aprobar a personas que quieren mudarse a él
Preoctavos de final:
Info slide: Groenlandia pertenece al reino de Dinamarca, pero se ha autogobernado desde el 2008, por lo que tienen la potestad de declararse independientes o sumarse a otro país por voto popular. En Groenlandia se han descubierto las mayores reservas no explotadas de tierras raras del planeta (minerales y elementos químicos de mayor escasez del mundo) y que sirven para producir indeterminadas tecnologías de teléfonos celulares hasta turbinas eólicas.
Esta casa pondría las reservas de elementos de tierras raras de Groenlandia en un fideicomiso internacional.
Octavos de final:
Esta casa, siendo el Gobierno de un país democrático, impondría medidas punitivas a quienes reproduzcan noticias falsas en temporada de elecciones.
Cuartos de final:
Esta casa modificaría las condenas penales por petición popular.
Semifinales:
Info Slide: Suponiendo que la humanidad coloniza a marte y que se genera una instancia de discusión internacional equitativa que cuenta con el respaldo de quienes la conforman (países, empresas, capitales autónomos, individuos).
Esta casa preferiría y asignarlo a los Estados existentes en la tierra en proporción a su población en lugar de establecer un único Estado marciano.
Final:
Info slide: #Yo también (#Metoo) es un movimiento iniciado de forma viral como hashtag en las redes sociales para denunciar casos de abuso sexual que han sufrido mujeres y que son de difícil o imposible comprobación judicial. Comisiones de verdad y reconciliación son organismos oficiales del Estado que generan informes públicos (llamados memorias) que compilan testimonios que realizan personas acerca de delitos que han sufrido, encubierto, presenciado o cometido.
Esta casa crearía comisiones de verdad y reconciliación para el #metoo (#yotambién), en las que los hombres denunciados puedan reconocer su culpabilidad sin anonimato, a cambio de impunidad.
Final ELE:
Esta casa apoya las tomas de instituciones educativas como método de protesta política.

### CMUDE Lima 2019
Ronda 0:
Info slide: La ASEAN es una organización intergubernamental de estados del sudeste asiático formada por Malasia, Indonesia, Brunéi, Vietnam, Camboya, Laos, Birmania, Singapur, Tailandia y Filipinas.
Esta casa, siendo la ASEAN, establecería la libre circulación de trabajadores entre sus países miembros.
Ronda 1:
Esta casa cree que las comunidades indígenas deberían sabotear los proyectos de infraestructura en su territorio que dañan a sus comunidades (por ejemplo: bloqueos de carreteras, destrucción de la infraestructura, etc.).
Ronda 2:
Info slide: Se denomina "periodistas empotrados" a aquellos que, en zonas altamente violentas, acompañan constantemente a tropas militares con el fin de cubrir un conflicto bélico, acompañándoles en sus acciones, incluyendo el combate, y conviviendo con ellos durante varios días o semanas.
Esta casa prohibiría el empotramiento en el periodismo.
Ronda 3:
Esta casa lamenta la fuerte personalización de los movimientos sociales y políticos (LePen en Francia, Justin Trudeau en Canadá, Emma Watson en "He for She" o Greta Thunberg con el movimiento de juventud por el clima).
Ronda 4:
Info Slide: Un modelo de rotación étnica es aquel en el cual, cuando el jefe de Estado (presidente o primer ministro) sea parte de un grupo étnico, no podrá volver a ser jefe de Estado una persona de ese mismo grupo hasta que una persona de todos los principales grupos étnicos haya ocupado el cargo. Por lo tanto, si hay cuatro grupos étnicos, en los cuatro mandatos siguientes haya cuatro presidentes de las cuatro etnias. 
En países con una historia de conflicto, discriminación y/o tensión étnica (por ejemplo: Nigeria, India, Myanmar, Irak), esta casa instauraría modelos de rotación étnica.
Ronda 5:
Info slide: Algunos ejemplos de "creencias religiosas potencialmente dañinas" incluyen, pero no se limitan a: (1) la creencia de que un producto o acto puede curar enfermedades como el cáncer (2) la creencia de que determinados tratamientos médicos son pecaminosos, como las transfusiones de sangre o trasplante de órganos (3) la creencia de que es necesario aislarse de la sociedad contemporánea en comunidades herméticas (como los Ámish o los neocatecúmenos).
Esta casa haría legalmente responsable a las instituciones religiosas por los perjuicios sufridos por sus fieles a causa de sus "creencias religiosas potencialmente dañinas".
Ronda 6:
Info Slide: La expansión cuantitativa, también conocida como compras de activos a gran escala o Quantitative Easing, es una política monetaria usada cuando la inflación es muy baja o negativa y existe crisis de demanda. Con la expansión cuantitativa, un banco central compra cantidades predeterminadas de bonos del gobierno u otros activos financieros, tanto públicos, como de empresas privadas para inyectar liquidez directamente en la economía.
En contextos de recesión económica, con inflación baja o negativa y crisis de demanda, esta casa cree que es mejor que los bancos centrales inyecten liquidez directamente en los ciudadanos de a pie, en vez de realizar políticas de expansión cuantitativa.
Ronda 7:
Esta casa prefiere un mundo donde toda la gente tenga habilidades y características medias (inteligencia medio, belleza media...) a uno en el que exista disparidad.
Ronda 8:
Esta casa cree que los estados deberían crear empresas farmacéuticas públicas.
Ronda 9:
Esta casa cree que los partidos de izquierda deberían centrar principalmente sus propuestas electorales en medidas económicas y de clase en vez de en aquellas enfocadas a identidades sociales (por ejemplo, reducción de impuestos a clases bajas en vez de mayor emancipación de la mujer o visibilidad LGBT).
Octavos de final:
Esta casa lamenta la narrativa de que el trabajo es la mejor forma de  empoderar a grupos vulnerables (por ejemplo: personas en situación de pobreza, exconvictos, personas con adicciones, etc).
Cuartos de final:
Info slide: En el mundo hay una serie de campos de refugiados que existen desde hace décadas y albergan grandes cantidades de población. Algunos ejemplos son: Dadaab en Kenia (211.000 habitantes desde 1991), Jabalia en Gaza (110.000 habitantes desde 1948) y Katumba en Tanzania (76.000 habitantes desde 1972).
Esta casa cree que la Asamblea General de la ONU debería reconocer como estados independientes a los campos de refugiados cuya existencia se alargue por encima de 25 años.
Semifinales:
Info slide: El colectivismo es el principio de priorizar al grupo por encima de cada uno de los individuos que lo compone.
Esta casa prefiere una sociedad que enfatiza el colectivismo por encima del individualismo.
Final:
Info slide: Según las cifras de la Comisión de la Verdad y Reconciliación peruana, el conflicto interno de Sendero Luminoso en los 80 causó aproximadamente 70.000 muertes, de las cuales en torno al 54% fueron causadas por la organización terrorista y un 34% por las Fuerzas Armadas. A efectos de este debate,existe un nuevo estudio que demuestra, de manera irrefutable, que las cifras fueron manipuladas y que la mayor parte de las víctimas las causó el Estado, siendo Sendero responsable del 30% de bajas y no del 54%. El autor ha fallecido, por lo que el estudio no podría repetirse, y tienes en tus manos la única copia que existe.
Esta casa destruiría el estudio.
Final ELE:
Esta casa prefiere un mundo en el que todo el trabajo pudiera ser hecho efectivamente y a un costo asequible por robots.
Final ELE provisional (Al final no se usó esta)
Info slide: La Harvey Milk High School es una escuela neoyorquina que busca ser un espacio seguro para niños LGBTQ+ y aquellos que se cuestionan la sexualidad".
Esta casa crearía escuelas exclusivas para niños LGBTQ+.

### CMUDE Madrid Online 2020
Ronda 1:
Esta casa prefiere un mundo donde se espere que todas las relaciones amistosas y románticas sean temporales.
Ronda 2:
Esta casa administraría conjuntamente los recursos naturales a través de las Naciones Unidas en el lugar de que cada país administre los propios de manera autónoma. (Ejemplos: La ONU gestionando El Amazonas , El Lago Victoria, Los Glaciares del Himalaya, Yacimientos Petrolíferos Transfronterizos, etc.)
Ronda 3:
Esta casa lamenta que las empresas privadas financien a las instituciones públicas de educación superior.
Ronda 4:
Info Slide: El inglés vernáculo afroamericano (AAVE por sus siglas en inglés) es un grupo de dialectos que se desarrolló entre las comunidades afroamericanas de los EE. UU. y es hablado predominantemente por la comunidad afroamericana en la actualidad. El AAVE es a menudo llamado erróneamente ""inglés estándar roto"" aunque es un dialecto separado con sus propios sonidos, gramática y vocabulario. Se considera "cambio de código" a la alternancia entre un idioma/dialecto y otro, dependiendo de la situación y la gente que te rodea. 
Esta casa cree que les xadres deben desalentar a sus hijes a que practiquen el "cambio de código".
Ronda 5:
Info Slide: Cuando una empresa quiere vender sus productos en Amazon, debe firmar un contrato de distribución.
Los términos generales del contrato incluyen: Amazon te da:
a. Publicidad y presencia de su producto en su plataforma y catálogo .
b. Distribución al precio más competitivo del mercado en el área geográfica escogida.
A cambio les das:
a. Información sobre los detalles del producto (diferencias de este producto con otros, información sobre la cadena de producción..)
b. Información sobre la demanda del producto.
Esta casa cree que las empresas pequeñas y medianas deberían usar a Amazon para distribuir sus productos.
Ronda 6:
Esta casa cree que La justicia ambiental debería convertirse en un objetivo central del movimiento feminista (por ejemplo: apoyando el ecofeminismo, difundiendo la narrativa de que las mujeres son parte de la naturaleza en su conjunto, luchando contra la contaminación del agua y el aire etc.)
Ronda 7:
Esta casa incentivaría a los medios (series, películas, publicidad) a representar a las personas estereotípicamente felices como introvertidas, reservadas y solitarias.
Ronda 8:
EC, como artista, preferiría representar el mundo de la forma en que le gustaría que fuese, en lugar de representarlo como lo ve.
Ronda 9:
Esta casa cree que la OMC debería permitir a los países en desarrollo proteger ciertas industrias y excluirlas del libre comercio.
Octavos de final:
Suponiendo que fuera factible, Esta casa preferiría una coalición en torno a los valores democráticos que no tuvieran en cuenta divisiones ideológicas (por ejemplo una coalición de izquierda y derecha) para ir en contra del gobierno Bolsonaro.
Cuartos de final:
Esta casa lamenta la narrativa imperante en religiones monoteístas de que si te arrepientes de tus actos en tu lecho de muerte tendrás el perdón y la salvación
Semifinales:
Esta casa cree que en países con problemas endémicos de corrupción, les fiscales respetuoses de la ley deben utilizar tácticas ilegales para lograr una condena (por ejemplo: falsificar pruebas, obtener pruebas de forma ilícita, sobornar a les juezes, etc.)
Final:
Info Slide: En los últimos años, muchas personas con un elevado poder adquisitivo, como Jeff Bezos y Peter Thiel, han invertido significativamente en estrategias para prolongar sustancialmente sus vidas e incluso asegurar su inmortalidad, entre muchas otras están:
1) La creación de fundaciones, centros de investigación y clínicas enfocadas a detener el envejecimiento y prolongar la vida como Calico, Bioage, The Longevity Fund, Agex;
2) La búsqueda de formas de transferir la conciencia humana a los robots o a la inteligencia artificial;
3) Los procesos de congelación y preservación de los cuerpos o cereros de las personas considerados importantes para su futura clonación.
Esta casa lamenta los esfuerzos para encontrar la inmortalidad.

### CMUDE Ecuador Online 2021
Ronda 1:
Info slide: La versión heroica de la Medicina es aquella en la que las personas profesionales sanitarias han sido consideradas culturalmente como heroicas, cuya misión es salvarnos la vida. La versión humana de la Medicina es aquella que reconoce las limitaciones de las personas profesionales de la salud, y cuyo lema es "curar cuando se puede, aliviar a veces, acompañar siempre".
Esta casa cree que las personas profesionales sanitarias deberían luchar contra la visión hegemónica de la Medicina heroica, para sustituirla por la Medicina humana.
Ronda 2:
Dada la crisis educativa por la pandemia por COVID-19 en países en vías de desarrollo, Esta casa cree que las universidades públicas deberían admitir a todo el estudiantado que se presentó al examen de admisión, con independencia de quien haya aprobado o no.
Ronda 3:
Info slide: "Civilización o barbarie" es un tópico presente en numerosas novelas latinoamericanas del siglo XIX y XX. En ellas se presenta un fuerte contraste entre la barbarie (la naturaleza silvestre, las personas del entorno rural, los instintos) versus la civilización (la ciudad, las personas instruidas, la dominación de los impulsos).
Se emplean personajes claramente buenos o malos para defender que los bandos representan el atraso o el progreso. Ejemplos de estas novelas, muy relevantes para la cultura nacional de sus países y para el canon de la literatura hispanoamericana, serían: Facundo, Doña Bárbara o Cien años de soledad.
Canon: Catálogo de autores u obras de un género de la literatura o el pensamiento tenidos por modélicos.
ECCQ las obras que plantean una dicotomía "civilización"/"barbarie" no deberían formar parte del canon literario.
Ronda 4:
Para fines prácticos de este debate, la condición de "apolítico" implica que hay un grupo cuya existencia es absolutamente paralela a la operación regular del Estado y sus instituciones, mientras que también sus actividades se desenvuelven fuera de la esfera política y pública.
EC lamenta la narrativa que percibe a los grupos criminales como figuras apolíticas
Ronda 5:
La estanflación es una situación donde convergen a la vez un crecimiento sostenido considerable de la inflación y un estancamiento de la oferta.
Una política monetaria restrictiva o contractiva es ejecutada por los bancos centrales, a través de un incremento de las tasas de interés, con el propósito de reducir la inflación, pero que tiene el riesgo de generar desempleo y frenar el crecimiento económico.
En situaciones donde exista estanflación y una fuerte política de estímulo fiscal al consumo, ECCQ los Bancos Centrales deberían lanzar una política monetaria restrictiva con el objetivo de reducir la inflación, incluso si ello contribuye a agravar el estancamiento de la actividad económica.
Ronda 6:
El tecno-optimismo tiene como principal consideración que en un futuro las tecnología tendrá la capacidad de subsanar los grandes problemas que aquejan al mundo (cambio climático, desempleo, educación, entre otros).
EC prefiere un mundo donde los esfuerzos contra el cambio climático sean de carácter tecno-optimista.
Ronda 7:
Existen varias cosmovisiones de justicia indígena en Ecuador. De acuerdo a la constitución, en la generalidad estas tienen su base en los usos y costumbres ancestrales de la comunidad. Estas tienen un carácter conciliador y correctivo (penas corpóreas que buscan purgar el alma del mal) ante los delitos. Las penas son decididas a través de consejos de la comunidad o por el líder de esta.
La justicia indígena para poder ser aplicable, debe cumplir con cuatro requisitos: 1) Que estén relacionados con temas internos de las comunidades, 2) Que todas las partes involucradas sean indígenas, 3) Que sea dentro del territorio de las comunidades, 4) Que las penas se limiten a la concepción occidental de los DDHH.
La justicia ordinaria en Ecuador se basa en cortes y juzgados, de una manera muy similar a aquella de los demás países de Latinoamérica.
ECCQ Ecuador debería incorporar indistintamente ambas formas de justicia dentro del marco nacional (ej: permitir la implementación de penas correctivas de acuerdo con los Derechos Humanos y de conciliación dentro de los casos de la justicia ordinaria, tener la opción dentro de las cortes de seguir una u otra justicia para cualquier caso, integrar los consejos comunitarios como un mecanismo para juzgar casos, entre otros), en vez de mantener la separación de estas a su respectiva competencia.
Ronda 8:
Hasta 1950, fecha de su anexión forzosa por parte de China, el Tíbet era una teocracia dirigida por el dalái lama. Tras la fallida revuelta de 1959, el dalái lama se exilió en La India -país que le ha dado siempre apoyo- y con el tiempo se convirtió en un carismático líder mundial. China ha intentado influir culturalmente en la región, incluso a través de la represión. El actual dalái lama tiene 86 años y dijo en 2020 que no apoyaba un Tíbet independiente, sino una república autónoma dentro de China donde todas las etnias del gigante asiático vivan en armonía.
Cuando muera el dalái lama, la cúpula del budismo tibetano deberá buscar a su reencarnación. La encontrará en un niño cuya fecha de nacimiento sea cercana a la fecha del fallecimiento del dalái lama, tras hacerle pasar una serie de pruebas. Sin embargo, China quiere ignorar esta tradición religiosa y que el Partido Comunista elija al próximo líder de los budistas del Tíbet para asegurarse un liderazgo afín que le facilite terminar con las aspiraciones independentistas en la región de Cachemira. La disputa también incluye a India, que además de tener intereses en la sucesión, se juega la seguridad de su frontera norte.
ECCQ la cúpula del budismo tibetano debería priorizar la búsqueda del próximo dalái lama en China, en lugar de en La India.
Ronda 9:
Uno de los principales mecanismos que utilizan los programas sociales y políticas públicas son las transferencias condicionadas. Estas, en su mayoría, utilizan a una persona intermediaria para poder atender los problemas que busca resolver el programa. Por ejemplo: Una política cuyo propósito es mejorar el entorno natural, entrega una transferencia monetaria a las comunidades originarias bajo la condición de que protejan el medio ambiente y se comprometan a realizar obras comunitarias para su preservación y rehabilitación.
EC se opone a la implementación de políticas públicas y programas que ponen a la mujer como intermediario en la resolución de problemas sociales (ej: pobreza, educación, alimentación, entre otros).
Octavos:
ECCQ los estados del norte global deberían desistir de enviar ayuda exterior para el desarrollo a países del sur global para, en cambio, involucrarse activamente con dichos países a través de tratados y acuerdos comerciales.
Cuartos:
El partido islamista Lista Árabe Unida acaba de convertirse en la primera formación política palestina que entra en un Gobierno israelí. El nuevo primer ministro es Naftalí Bennet, un ultranacionalista que salió elegido con una diferencia de un voto, suscitando una coalición históricamente fragmentada (tres partidos de ultraderecha, dos de centro, dos de izquierda y Lista Unida) que se unió para acabar con el mandato de 12 años de Benjamin Netanyahu.
EC lamenta la decisión del partido Lista Árabe Unida de formar parte de la coalición.
Semifinales:
EC habría preferido un mundo donde la principal fuente de la verdad hubiese sido la religión, en vez de la ciencia
Final
En escenarios donde se han suscitado crímenes de lesa humanidad (genocidios, guerras, abuso de poder del Estado, etc.), ECCQ se deberían realizar juicios post mortem a las personas criminales nunca juzgadas en vida